# Stade Municipal de Berrechid
Stade Municipal – stadion sportowy w mieście Berrechid, w Maroku. Obiekt może pomieścić 5000 widzów. Swoje spotkania rozgrywają na nim piłkarze klubu Youssoufia Berrechid.
7 września 2019 roku na tym stadionie odbył się mecz towarzyski pomiędzy piłkarskimi reprezentacjami Libii i Nigru (2:0).